# Don't Wanna Think About You
«Don't Wanna Think About You» es una canción de la banda de pop punk Simple Plan. Fue lanzada el 2 de marzo del 2004. Forma parte del soundtrack Scooby-Doo 2: Monsters Unleashed.

## Lista de canciones
1. «Don't Wanna Think About You»

## Vídeo musical
El vídeo musical aparece en el DVD de Scooby-Doo 2: Monsters Unleashed y "The Mystery Machine" aparece en el vídeo, junto con el estreno de Scooby-Doo.
El vídeo musical utilizó el concepto del show 24, aunque fue comprimido por la duración de la canción.
Una nota interesante del vídeo muestra que en realidad hay dos versiones. Una versión del vídeo muestra que el tiempo del vídeo es 5:00 p. m. a las 6 p. m. Otra versión en la página de MySpace de Bouvier tiene el tiempo del vídeo como desde las 4 p. m. hasta las 5 p. m., y utiliza sonidos oficiales de la serie 24.